# 대한민국 형사소송법 제488조
대한민국 형사소송법 제488조는 의의신청에 대한 형사소송법의 조문이다.

## 조문
제488조(의의신청) 형의 선고를 받은 자는 집행에 관하여 재판의 해석에 대한 의의가 있는 때에는 재판을 선고한 법원에 의의신청을 할 수 있다.

第488條(疑義申請) 刑의 宣告를 받은 者는 執行에 關하여 裁判의 解釋에 對한 疑義가 있는 때에는 裁判을 宣告한 法院에 疑義申請을 할 수 있다.

## 판례
- 본보의 규정은 판결주문의 취지가 불명확하여 주문의 해석에 의문이 있는 경우에 한하여 형을 선고받은 자가 집행에 관하여 재판의 해석에 대한 이의신청을 할 수 있다는 것이고 판결이유의 모순, 불명확 또는 부당을 주장하는 이의신청은 허용되지 않는다[1]
- 의의신청은 판결의 취지가 명료하지 않아 그 해석에 대한 의의가 있는 경우에 적용되는 것이므로 재판의 내용 자체를 부당하다고 주장하는 것은 이에 해당되지 아니한다[2]

## 참고 문헌
- 손동권 신이철, 새로운 형사소송법(초판, 2013), 세창, 2013. ISBN 9788984114081

## 같이 보기
- 의의신청
- 이의신청